# Matylda Jandová
Matylda Jandová (15 settembre 2006) è una nuotatrice artistica ceca.

## Biografia
Ha esordito nella Coppa del Mondo di nuoto artistico il 3 maggio 2024 a Parigi, concludendo al decimo posto posto nella gara a squadre programma libero.

## Palmarès

### Coppa del Mondo
- 1 podio:
  - 1 secondo posto posto (1 nella gara a squadre)